# Nána
Nána (ungarisch im 19. Jahrhundert auch Esztergomnána) ist ein Ort und eine Gemeinde im Westen der Slowakei mit 1188 Einwohnern (Stand 31. Dezember 2024). Sie liegt im Okres Nové Zámky, einem Kreis der übergeordneten Verwaltungseinheit Nitriansky kraj. Die Gemeinden ist laut der Volkszählung 2001 überwiegend ungarischsprachig, wovon von 1162 Einwohnern 74,96 % Ungarn und 22,63 % Slowaken waren.

## Geographie

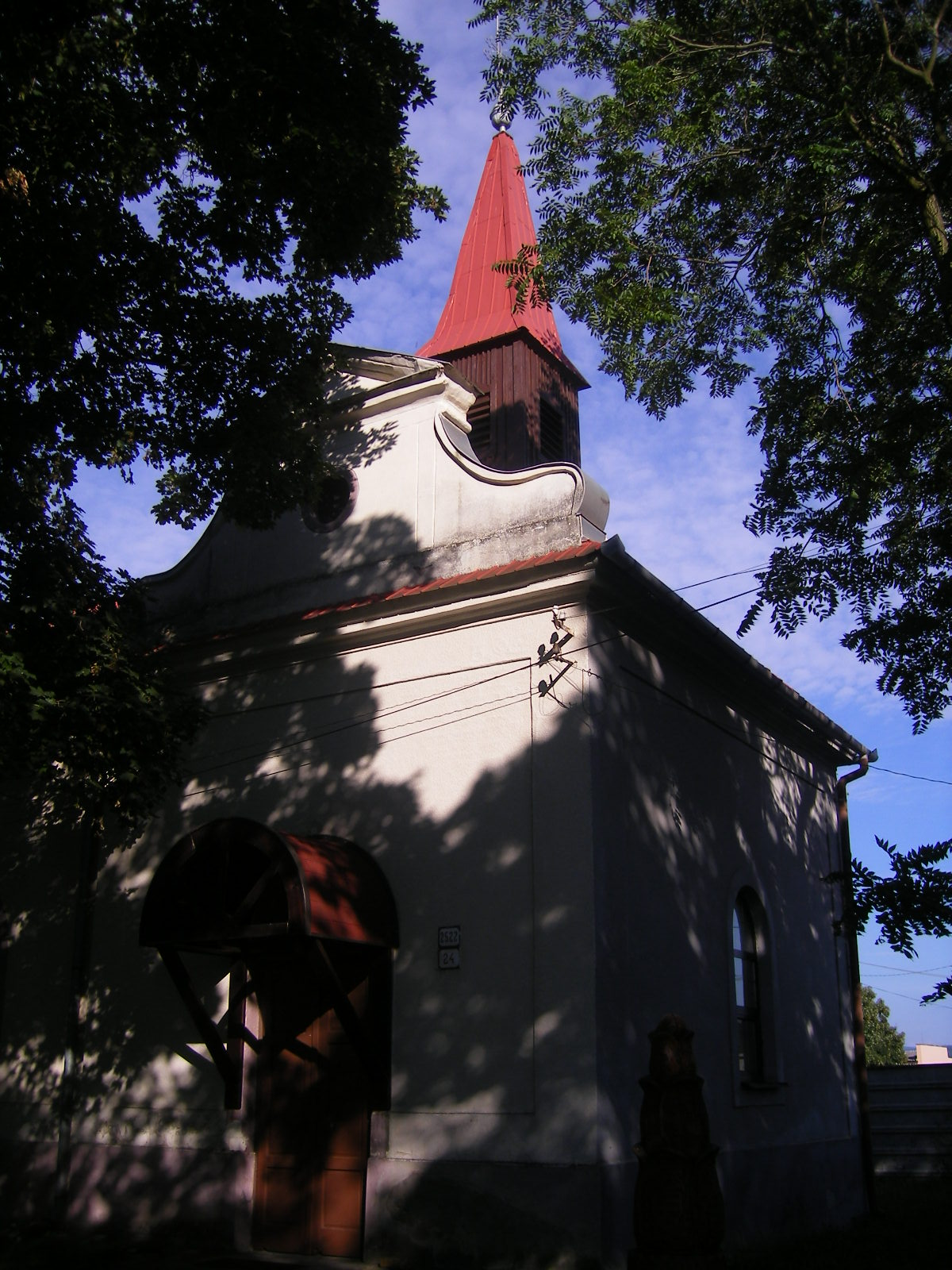
Wendelinuskirche

Nána liegt im slowakischen Donautiefland westlich der Mündung des Hron in die Donau, drei Kilometer nordwestlich des Stadtzentrums von Štúrovo.

## Geschichte
Der Ort wurde zum ersten Mal 1157 als Nana schriftlich erwähnt und war ein Teil der Gespanschaft Gran. Im Mittelalter war sie zwischen die Kirche (Graner und Budaer Kapitel) und örtlichen Grundbesitzer geteilt. 1530 brannte Nána nach einem türkischen Angriff nieder. 1828 hatte der Ort 43 Häuser und 399 Einwohner und war landwirtschaftlich geprägt. 1900 wurde eine Ziegelei in Betrieb genommen.
Nach 1919 kam der bisher zum Königreich Ungarn gehörende Ort zur Tschechoslowakei. 1938–45 war er auf Grund des Ersten Wiener Schiedsspruchs noch einmal Teil von Ungarn.
1960 wurde die Gemeinde in die Stadt Štúrovo eingegliedert, ist aber seit 1991 wieder selbstständig.

## Bevölkerung
| Jahr                | 1994 | 2004    | 2014    | 2024    |
| ------------------- | ---- | ------- | ------- | ------- |
| Anzahl der Personen | 1138 | 1187    | 1190    | 1188    |
| Unterschied         |      | +4,30 % | +0,25 % | −0,16 % |

| Jahr                | 2023 | 2024    |
| ------------------- | ---- | ------- |
| Anzahl der Personen | 1198 | 1188    |
| Unterschied         |      | −0,83 % |

## Sehenswürdigkeiten
- barocke römisch-katholische Kirche des Hl. Wendelin aus dem Jahr 1791, die nach dem Umbau der älteren Kapelle entstand